# Липке, Жанис
Жа́нис Ли́пке (латыш. Žanis (Jānis) Lipke; 1 февраля 1900 года, Митава, Курляндская губерния, Российская империя — 14 мая 1987 года, Рига, СССР) (также встречается написание имени на русском языке Янис, Ян, Жан) — латвийский праведник мира, спасший от гибели во время немецкой оккупации в Риге 56 евреев.

## Биография
Отец Яниса был бухгалтером. Сам Янис получил всего три класса образования, а в 1917 году записался в полк Латышских красных стрелков, где и получил своё прозвище Жанис. После того, как революционные события в России закончились, Липке вернулся в Латвию, где в начале ноября 1919 года принимал участие в боях против Западной добровольческой армии П. Р. Бермондта-Авалова. После войны Жанис в 1920-е годы устроился докером в Рижский порт. В 1921 году женился на Иоганне Липке (урождённой Новицкой), венчание состоялось в рижском костёле Скорбящей Богоматери. В конце 1920-х купил грузовик и занимался грузоперевозками, но после начала Великой Депрессии вернулся на работу в порт.
В 1930-е годы Липке занимался контрабандой товаров класса люкс (кружева, марочный алкоголь), дважды (в 1937 и в 1939 годах) получал существенные штрафы за это (314 латов и 902 лата). Он сбежал из-под ареста, а затем пришла советская власть и старые дела были закрыты.
Однако привычка действовать на свой страх и риск в обход закона, по мнению Владимира Линдермана, стала основой для последующей истории спасения.

## Подвиг
1 июля 1941 года Рига была оккупирована немецкими войсками, а уже через 4 дня запылала хоральная синагога, которая находилась в Московском форштадте. Немецким войскам активно помогали отряды местных коллаборационистов. В 1941 году в дом к Липке, что располагался на острове Кипсала (река Даугава в черте Риги), на улице Мазайс Баласта дамбис, 8, нагрянул отряд шуцманов с задачей арестовать дочь Жаниса Айну, которая была комсомолкой. По счастью, дочери не оказалось дома.
Возможно, именно после этого события Липке решил полностью посвятить себя делу спасения людей. Он распрощался с работой докера и устроился в известные «красные амбары» возле Центрального рынка, где располагался местный штаб люфтваффе (там укомплектовывались материалы для военных нужд), чтобы облегчить задачу спасения. Ему помогало также знание немецкого языка — оно как бы приближало его к немецкому начальству и возвышало в глазах простых охранников-латышей.
Будучи ответственным за приём новых сотрудников, Липке получил возможность отбирать для работы в складских помещениях люфтваффе узников Рижского гетто. Жанис Липке получил неограниченную возможность проходить на территорию гетто и самостоятельно участвовать в отборе узников. Ему давалась возможность выводить группу узников (всего 10 человек) днём на работу, а под вечер возвращать под конвоем обратно.
Охранники гетто вели учёт не по фамилиям, а по головам, что было на руку Липке для совершения подлога, в чём участвовали проверенные сообщники Жаниса. К вечеру из десяти выведенных из гетто узников возвращались семь или восемь, спасённые размещались в тайнике, а вместо них в одежду узников с характерными желтыми звёздами переодевались сообщники Липке и он сам. Пройдя контроль, они затем спокойно снимали одежду со «звездами Давида» и покидали гетто.
Подобных трюков Липке придумал несколько. Подряжаясь доставлять немецким офицерам мебель, конфискованную в гетто, он вместе с мебелью вывозил и евреев. В таком случае груз никто не проверял.
Он действовал не один: в созданной им подпольной сети участвовало около 25 человек, потому что спасённых надо было безопасно вывезти в укрытие, кормить, а под конец своей операции Липке также вооружил все группы спасённых стрелковым оружием и гранатами. Боеприпасы Липке с сообщниками получили, угнав немецкий военный грузовик.
Жанис и его товарищи, рискуя жизнью и подставляя под риск свои семьи, сумели спасти от неминуемой смерти 56 евреев из гетто и концлагеря «Рига-Кайзервальд». Спасённых он первоначально прятал в хозяйственных пристройках на своем участке, а затем переправлял на хутора под Добеле к доверенным крестьянам. В бункере размером 3 на 3 метра, который Липке вырыл во дворе своего дома, зачастую подолгу находилось от 8 до 12 человек. Один выход из бункера был под собачьей будкой, а второй выходил к берегу Даугавы.
Случалось, что к Липке тайком приходили узники, которым удавалось бежать из-за колючей проволоки гетто. В телефонной будке у рижского Воздушного моста был карандашом нацарапан адрес Жаниса. Весть об этом источнике распространялась среди друзей и знакомых и доходила до узников гетто. В Риге, равно как и во всей Латвии, находились люди, которые на свой страх и риск участвовали в спасении еврейского населения. Вместе они, рискуя жизнями, транспортировали спасённых евреев от Красных амбаров до места укрытия. К концу войны еврейское население Риги практически поголовно было истреблено — в частности, печально известны места массовых расстрелов — Румбула и Бикерниеки.
1 декабря Липке со своим восьмилетним сыном стал свидетелем очередной кровавой расправы. Тогда он сказал своему маленькому сыну: «Смотри, сынок, смотри и запомни это на всю жизнь».
В начале 1942 года, после ужесточения содержания узников Рижского гетто Липке, как и многим другим жителям, удавалось незаметно для охраны передать продукты питания за колючую проволоку. Тогда в гетто проживали евреи, которых этапировали из-за границы. Липке познакомился со многими спасёнными, поддерживал связь между узниками гетто, по их же просьбе разыскивал пропавших без вести людей. Впоследствии он начал прятать спасённых узников и на территории своего хутора Решни, в Курземе. Водители Янковский и Бриедис как прежде помогали ему в перевозке людей. Не раз Липке приходилось идти на хитрости (иногда дело доходило до подкупа — на стол выставлялся шнапс), когда шуцманы, до которых доходили слухи о деятельности Липке, устраивали жестокие спонтанные обыски на территории его дома на Кипсале и хутора. Чтобы сбить со следа полицейских собак, супруга Липке Йоханна в больших количествах покупала и рассыпала во дворе ароматический табак.

## После войны
После войны Липке продолжал жить и работать в Риге, начал много путешествовать. Выжившие евреи помогали семье Липке. В 1960-е годы мемориальный комплекс Яд ва-Шем начал вести активную деятельность, направленную на увековечение памяти спасителей евреев в годы Холокоста. Собрав богатый материал (показания свидетелей, ходатайства родственников и знакомых Липке, документальные данные немецких, латвийских, советских архивов), организация Яд ва-Шем приняла решение о присвоении Жанису и Йоханне Липке звания Праведников мира. Одновременно с вручением документов в Иерусалиме на Аллее Праведников по традиции Жанисом было посажено дерево. Это произошло в 1977 году, когда Липке посетил Израиль. Чествование героя организовали члены Ассоциации выходцев из Латвии и Эстонии.
Жанис Липке умер в Риге, в мае 1987 года. Похоронен в Риге на Лесном кладбище.

## Память
- 4 июня 1995 года на доме № 21 по ул. Фирса Садовникова, у бывших ворот Рижского гетто, открыта памятная доска с текстом на латышском и английском языках: «В память о Жанисе Липке и всех латвийских Праведниках мира, которые в годы Катастрофы, рискуя своей жизнью, спасали преследуемых евреев»[1].
- В 2005 году в Государственном рижском театре русской драмы был поставлен спектакль «Один из вас», основанный на документах и воспоминаниях о Жанисе Липке, режиссёр и автор сценария — Геннадий Тростянецкий.
- 4 июля 2007 года, в День памяти жертв геноцида еврейского народа, на площади возле мемориала на месте разрушенной Большой хоральной синагоги в Риге, на улице Гоголя (ныне улица Эмилии Беньямин), был открыт памятник Жанису Липке и всем спасителям евреев. В результате конкурса, объявленного Фондом увековечивания памяти спасителей евреев, лучшим был признан проект студентки Академии художеств Элины Лаздини, который был реализован при финансовой поддержке Латвийского государства, Рижской думы, Совета еврейских общин Латвии и частных лиц. Памятник выполнен в виде падающей стены, символизирующей угрозу уничтожения, нависшую над евреями, и колонн с именами известных на то время 270 латвийских спасителей, удерживающих эту стену. На центральной колонне находится портрет Жаниса Липке.
- В сентябре 2007 года Рижская городская дума приняла решение о финансировании создания мемориала Жаниса Липке на улице Мазайс Баласта дамбис, где он жил[7]. Этот мемориал ещё в 1997 году по личной инициативе начали создавать экс-премьер Латвии Марис Гайлис и его супруга, архитектор Зайга Гайле[8]. В церемонии открытия мемориала в 2012 году приняли участие президент Латвии Андрис Берзиньш и президент Израиля Шимон Перес.
- В 2011 году Почта Латвии выпустила почтовую. марку в честь Иоханны и Яниса Липке[9].
- В 2018 году на экраны вышел полнометражный художественный фильм «Отец Ночь» о подвиге Жаниса Липке режиссёра Дависа Симаниса[10]. Он стал событием для латвийской культурной жизни. Роль Липке сыграл актёр Артурс Скрастиньш.